# Darcy James Argue

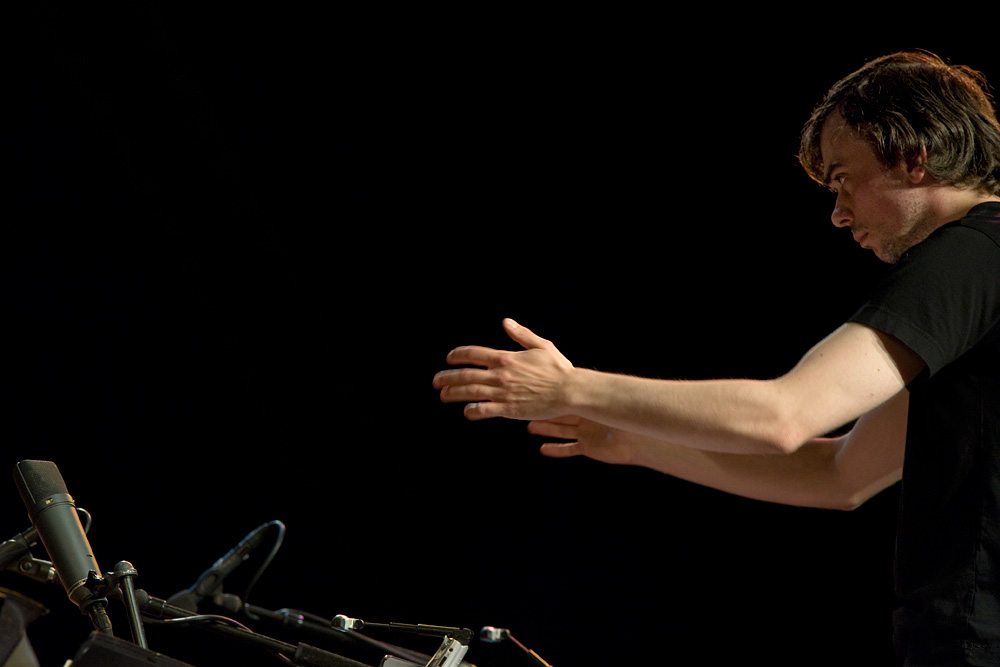
Darcy James Argue, moers festival 2009

Darcy James Argue (* 23. Mai 1975 in Vancouver) ist ein kanadischer Jazzpianist, Komponist, Arrangeur und Bigband-Leader.

## Leben und Wirken
Darcy James Argue begann seine Musikerkarriere in der Jazzszene von Montréal; sein erster Auftrag als Arrangeur und Orchesterleiter war eine Studentenaufführung des Musicals Assassins in Montreal. Er kam 2000 in die Vereinigten Staaten, um Komposition am New England Conservatory zu studieren; dort hatte er Unterricht bei Bob Brookmeyer, ferner bei Maria Schneider und John Hollenbeck. 2003 zog Argue nach New York, 2005 gründete er die 18-köpfige Bigband Darcy James Argue’s Secret Society. Den Bandnamen entlehnte Argue dem Alan Moore Comic The League of Extraordinary Gentlemen.
Zu den Solisten der Bigband gehören Ingrid Jensen, Erica von Kleist und Ryan Keberle. 2009 erschien das Debütalbum der Bigband, Infernal Machines, auf dem New Yorker Independent-Label, New Amsterdam Records; der Titel bezieht sich auf einen Ausspruch John Philip Sousa zum Radio.
2006 leitete Argue das Cologne Contemporary Jazz Orchestra im Rahmen des Jazz.cologne Festivals; Anfang 2008 den kanadischen Ableger seiner Band, Secret Society North, für Auftritte in Montréal und Toronto. Außerdem ist er Gründungsmitglied der New Yorker Komponisten-Vereinigung Pulse, die Projekte mit Solisten wie John Abercrombie, John McNeil und Pete McCann organisierte. Seine Komposition The Golden Age wurde vom Symphonic Jazz Orchestra (Los Angeles) uraufgeführt und aufgenommen. 2010 erhielt er einen Kompositionsauftrag des Brooklyn Philharmonic Composer Mentorship Program (Dean St.). Ferner schrieb er das Streichquartett Body Double und arrangierte für das Atlanta Symphony Orchestra und Lizz Wright, für Shelby Lynne und die Klezmer Conservatory Band. 2011 führte er das Multimedia-Projekt Brooklyn Babylon auf. 2016 legte er das Album Society Real Enemies (New Amsterdam) vor. Für sein Album Dynamic Maximum Tension (2023) bei Nonesuch schöpfte er alle Möglichkeiten eines großen Klangkörpers „bis zur Neige“ aus.
Mitte 2024 wurde er Composer in Residence bei der hr-Bigband.
Argue lebt in Brooklyn.

## Würdigung
2009 wurde er mit dem Down-Beat-Kritikerpreis als Bester Newcomer sowohl als Komponist als auch als Bandleader ausgezeichnet.
Eine Reihe von Kritikern vergleicht Argue mit einer Reihe von Komponisten-Bandleadern wie Gil Evans, Maria Schneider, John Hollenbeck, Charles Mingus, Duke Ellington, Carla Bley und Bob Brookmeyer. 2011 wurde Infernal Machines als Bestes Album eines Jazz-Großensembles für den Grammy nominiert.